# 오쿠노 히로아키
오쿠노 히로아키(일본어: 奥埜 博亮, 1989년 8월 14일 ~ )는 일본의 축구 선수이다.

## 구단 경력
그는 2012년부터 J리그의 베갈타 센다이, V-파렌 나가사키, 세레소 오사카에서 뛰었다.